# L'Autre (film, 1991)
Pour les articles homonymes, voir L'Autre.
Pour plus de détails, voir Fiche technique et Distribution.
L'Autre est un film franco-italien réalisé par Bernard Giraudeau, sorti en 1991.

## Fiche technique
- Titre français : L'Autre
- Réalisation : Bernard Giraudeau
- Scénario : Bernard Giraudeau d'après L'Autre d'Andrée Chedid
- Décors : Jean-Pierre Clech
- Photographie : Giorgos Arvanitis
- Son : William Flageollet
- Pays d'origine :  France /  Italie
- Genre : drame
- Dates de sortie : 
  - Portugal : 9 septembre 1991 (Festival international de cinéma de Figueira da Foz)
  - France : 9 octobre 1991

## Distribution
- Francisco Rabal : Simm
- Smaïl Mekki : Kamel
- Wadeck Stanczak : L'homme à la fenêtre (non crédité)